# Guiglia
Guiglia ist eine italienische Gemeinde (comune) mit 4174 Einwohnern (Stand 31. Dezember 2023) in der Provinz Modena in der Emilia-Romagna.

## Geographie

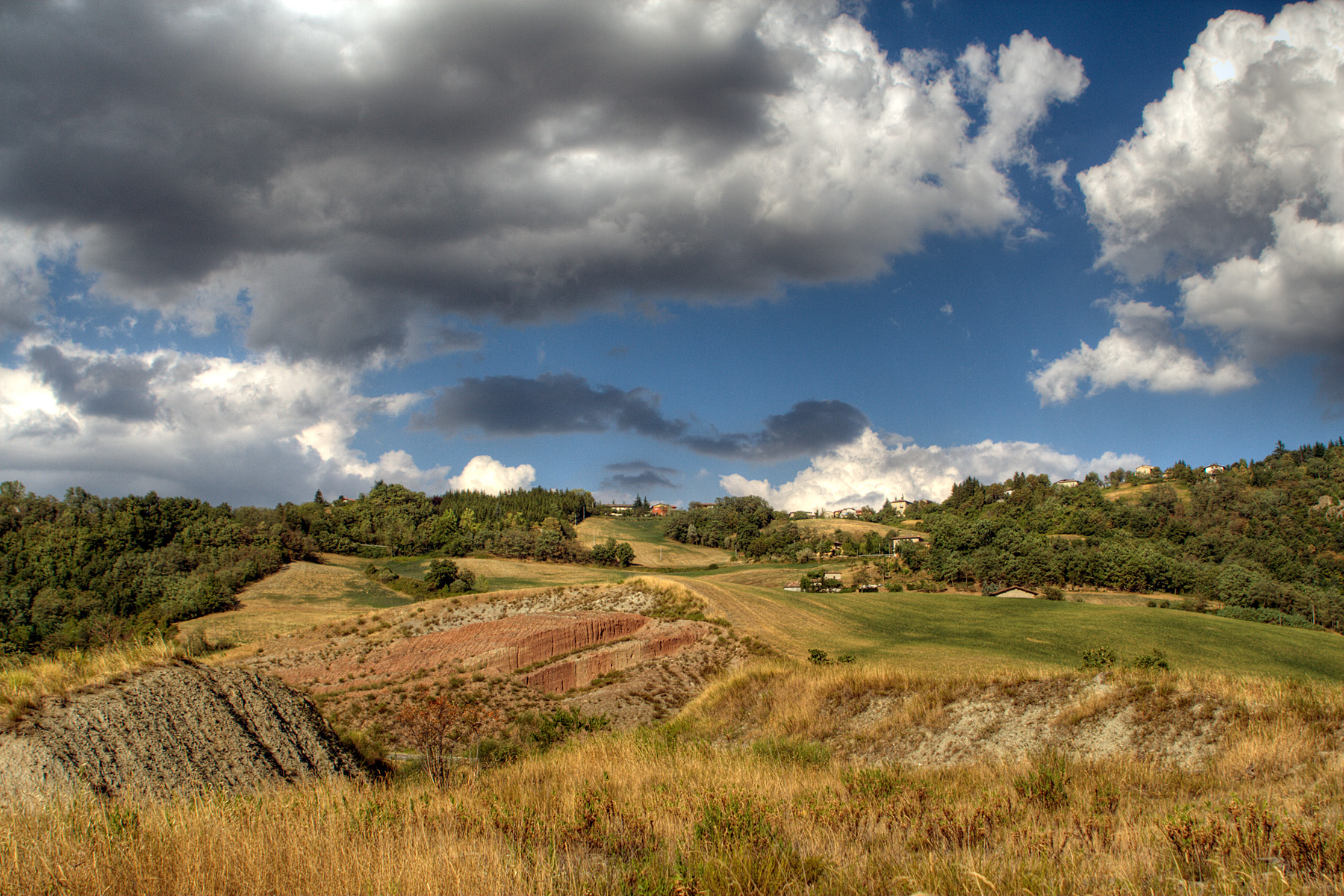
Samone, Ortsteil von Guiglia, im Valle del Panaro

Die Gemeinde liegt etwa 24 Kilometer südsüdöstlich von Modena und etwa 31 Kilometer westsüdwestlich von Bologna am Parco regionale dei Sassi di Roccamalatina. Der Panaro bildet die westliche Gemeindegrenze zur Nachbargemeinde Marano sul Panaro. Giuglia grenzt im Nordosten an die Metropolitanstadt Bologna. 

## Verkehr
Die frühere Strada Statale 623 dei Passo Brasa, heute eine Provinzstraße, führt von Modena durch die Gemeinde nach Gaggio Montano.